# Codex Ephraemi Rescriptus
- Papyrus
- Onciale
- Minuscules
- Lectionnaire

Le Codex Ephremi rescriptus, portant le numéro de référence no. C ou 04 (Gregory-Aland), est un manuscrit de vélin d'Ancien et Nouveau Testament en écriture grecque onciale. 

## Lacunes
- Évangile selon Matthieu: 1,1-2 ; 5,15-7,5 ; 17,26-18,28 ; 22,21-23,17 ; 24,10-45 ; 25,30-26,22 ; 27,11-46 ; 28,15-fin.;
- Évangile selon Marc: 1,1-17 ; 6,32-8,5 ; 12,30-13,19 ;
- Évangile selon Luc: 1,1-2 ; 2:5-42 ; 3,21-4,25 ; 6,4-36 ; 7,17-8,28 ; 12,4-19,42 ; 20,28-21,20 ; 22,19-23,25 ; 24,7-45
- Évangile selon Jean: 1,1-3 ; 1,41-3,33 ; 5,17-6,38 ; 7,3-8,34 ; 9,11-11,7 ; 11,47-13,7 ; 14,8-16,21 ; 18,36-20,25 ;
- Actes des Apôtres: 1,1-2 ; 4,3-5,34 ; 6,8 ; 10,43-13,1 ; 16,37-20,10 ; 21,31-22,20 ; 3,18-24,15 ; 26,19-27,16 ; 28,5-fin.;
- Épître aux Romains: 1,1-3 ; 2,5-3,21 ; 9,6-10,15 ; 11,31-13,10 ;
- 1 Corinthiens : 1,1-2 ; 7,18-9,6 ; 13,8-15,40 ;
- 2 Corinthiens : 1,1-2 ; 10,8-fin. ;
- Épître aux Galates: 1,1-20
- Épître aux Éphésiens: 1,1-2,18 ; 4,17-fin.;
- Épître aux Philippiens: 1,1-22 ; 3,5-fin. ;
- Épître aux Colossiens: 1,1-2 ;
- Première épître aux Thessaloniciens: 1,1 ; 2,9-fin. ;
- Deuxième épître aux Thessaloniciens lost
- Première épître à Timothée: 1,1–3,9 ; 5,20-fin. ;
- Deuxième épître à Timothée: 1,1–2 ;
- Épître à Tite: 1,1–2 ;
- Épître à Philémon: 1–2 ;
- Épître aux Hébreux: 1,1–2,4; 7,26–9,15; 10,24–12,15 ;
- Épître de Jacques: 1,1–2; 4,2-fin. ;
- Première épître de Pierre: 1,1–2; 4,5-fin. ;
- Deuxième épître de Pierre: 1,1 ;
- Première épître de Jean: 1,1–2; 4,3-fin. ;
- Deuxième épître de Jean lost;
- Troisième épître de Jean: 1–2 ;
- Épître de Jude: 1–2;
- Apocalypse de Jean: 1,1–2; 3,20–5,14; 7,14–17; 8,5–9,16; 10,10–11,3; 16,13–18,2; 19,5-fin[2].

## Description

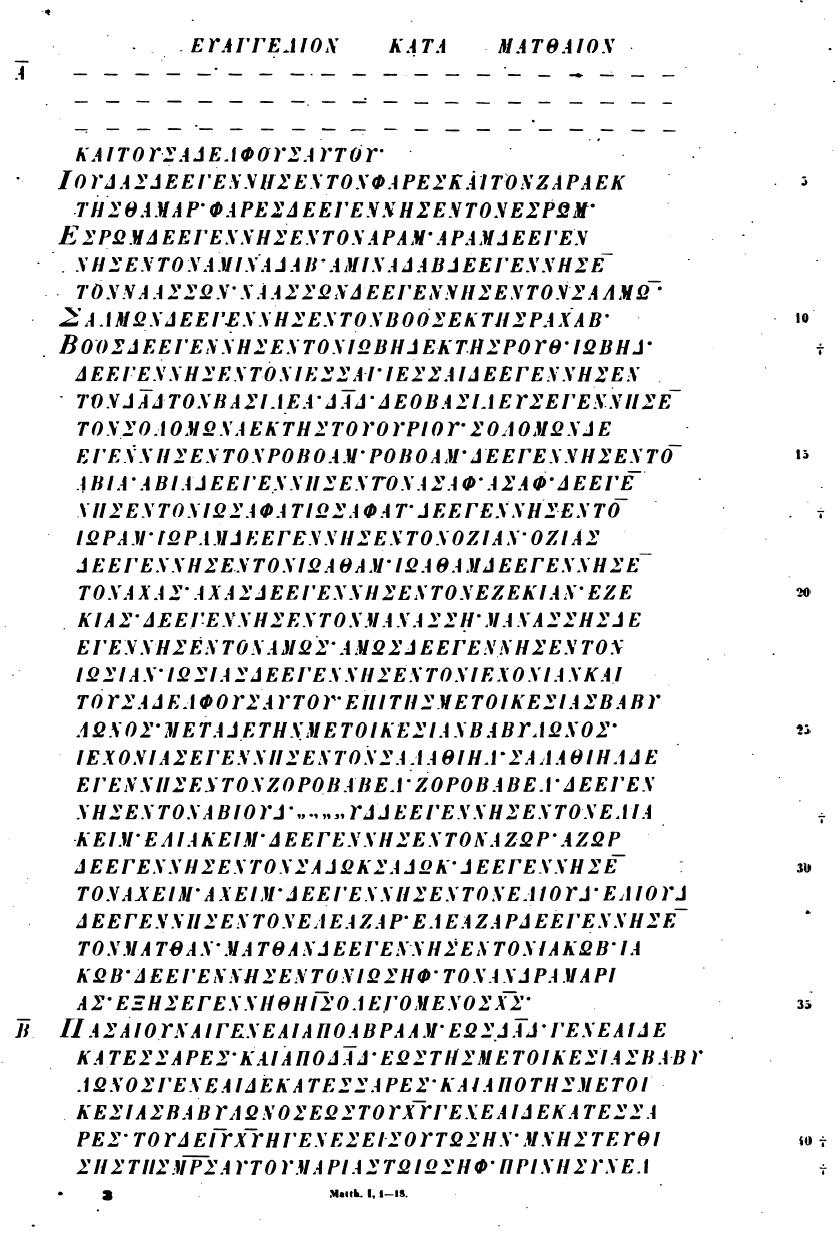
Matthieu 1,2-18 (Tischendorf facsimile)

Le codex se compose de 209 folios, dont 145 pour le Nouveau Testament (33 × 27 cm) avec de nombreuses lacunes. Il est écrit sur une colonne, avec 40-46 lignes par colonne,. C'est un palimpseste.
Il contient les Sections d'Ammonian, canons de concordances. 
Il date du Ve siècle. Le texte du codex est de type « alexandrin ». Kurt Aland le classe en Catégorie II. 
Variantes textuelles
Les variantes après la parenthèse sont les variantes du manuscrit
Matthieu 22,10 – γαμος ] αγαμος; quelques manuscrits lisent νυμφων (codices א, B, L, 0138, 892, 1010);
Marc 10,35 – οι υιοι Ζεβεδαιου (les fils de Zebedee) ] οι δυο υιοι Ζεβεδαιου (les deux fils de Zebedee); soutenu par Codex Vaticanus et Version copte;
Romains 16,15 –  Ιουλιαν, Νηρεα ] Ιουνιαν, Νηρεα; la lecture est soutenue seulement par Codex Boernerianus (Grec texte);
1 Corinthiens 2,1 – μαρτυριον (témoignage) ] μυστηριον (secret); soutenu par manuscripts {\displaystyle {\mathfrak {P}}}46, א, Α, 88, 436, ita,r, syrp, copbo; autres manuscrits ont σωτηριον (sauveur).
1 Corinthiens 7,5 – τη νηστεια και τη προσευχη (jeûne et prière) ] τη προσευχη (prière); soutenu par {\displaystyle {\mathfrak {P}}}11, {\displaystyle {\mathfrak {P}}}46, א*, A, B, C, D, G, P, Ψ, 33, 81, 104, 181, 629, 630, 1739, 1877, 1881, 1962, it vg, cop, arm, eth. Autres manuscrits ont lecture τη προσευχη και νηστεια (prière et jeûne).

## Histoire
C'est un palimpseste d'origine égyptienne où les écritures du Nouveau Testament ont été grattées pour y retranscrire aux alentours du XIIe les 38 sermons de saint Éphrem le Syrien (Père de l'Église syriaque). 
Le manuscrit a été examiné par Johann Jakob Wettstein, Constantin von Tischendorf, et Robert W. Lyon.
Il est conservé à la Bibliothèque nationale de France (Gr. 9), Paris.